# Sint-Joris en de draak ('s-Hertogenbosch)
Sint-Joris en de draak is een oorlogsmonument in 's-Hertogenbosch, ter herinnering aan twee slachtoffers van de Tweede Wereldoorlog.

## Achtergrond
Harry Rovers (geboren 19 april 1922) en Jacques Verhees (geboren 14 april 1928) woonden aan de Willem van Oranjelaan in Den Bosch. Toen de beide verkenners op 25 oktober 1944 een geëvacueerde familie hielp verhuizen, werden ze door granaatscherven gedood. De begraafplaats Orthen was op dat moment niet bereikbaar en de mannen werden in het plantsoen aan de Willem van Oranjelaan begraven. Nog in hetzelfde jaar kreeg Peter Roovers de opdracht een monument te maken, het werd in 1949 in stilte door de beeldhouwer en de pastoor onthuld. In 1992 werd het gerestaureerd door zijn dochter Kathinka Roovers.

## Beschrijving
Het beeld is gemaakt van gres en gebakken bij de firma Teeuwen. Roovers maakte een Sint-Joris ten voeten uit, die staande op een draak met een geheven zwaard het dier te lijf gaat. 
Het beeld staat op lage vierkante sokkel, waarop aan drie zijden een fleur-de-lys is geplaatst en op de vierde zijde de namen en geboortedata van de slachtoffers zijn te lezen. Op de onderrand van de sokkel is een opschrift aangebracht: 

ZY VIELEN BY HET VERVULLEN VAN HUN VERKENNERSPLICHT OP 25 OCTOBER 1944